# Allopauropus simulator
Allopauropus simulator är en mångfotingart som beskrevs av Paul Auguste Remy. Allopauropus simulator ingår i släktet småfåfotingar, och familjen fåfotingar. Inga underarter finns listade i Catalogue of Life.